# John Russell (kynolog)
Reverend John „Jack“ Russell (21. prosince 1795 – 28. dubna 1883) byl farář z jihozápadní Anglie (Devonshire), vyhlášený lovec lišek přezdívaný „The Sporting Parson“ (lovící kněz), který v 19. století vyšlechtil po něm nazvané psí plemeno Jack Russell teriér. Jeho cílem bylo vyšlechtit vytrvalého norníka, který by při lovu dokázal držet krok s honiči i několik hodin.